# سیمرغ درمانگر
سیمرغ درمانگر نماد پزشکی ایران است که با الهام از اساطیر ایران باستان و مستندات شاهنامهٔ فردوسی طراحی شده‌است. این نشان آبان‌ماه ۱۳۹۲ رونمایی شد.

## تاریخچه
سیمرغ درمانگر در آبان‌ماه ۱۳۹۲ با تصویب در شورایعالی سازمان نظام پزشکی، به عنوان نشان فرهنگی جامعهٔ صنفی پزشکی ایران، جایگزین نشان جام و مار شد.
در شهریورماه سال ۱۳۹۲، پیشنهاد به‌کارگیری این نماد، توسط محمود فاضل، نایب‌رئیس شورایعالی سازمان نظام پزشکی و رئیس نظام پزشکی سبزوار ارائه شد و طی جلساتی با حضور جلال‌الدین کزازی، پژوهشگر حوزهٔ زبان و ادبیات فارسی، مهدی محقق، ادیب و رئیس انجمن آثار و مفاخر فرهنگی، علیرضا زالی، رئیس سازمان نظام پزشکی جمهوری اسلامی ایران، نسرین معظمی، پژوهشگر حوزهٔ زیست‌شناسی، دکتر داوود امی، معاون آموزشی و پژوهشی سازمان نظام پزشکی جمهوری اسلامی ایران و علی جوادی پویا، فعال حوزهٔ توسعه و مدیرعامل گروه بین‌المللی توسعه پایدار، منتج به تدوین یک نقشهٔ راه برای استفاده از این نشان ارزشمند اسطوره‌ای ایران، به عنوان نماد جامعهٔ پزشکی و نیز، تشکیل دبیرخانهٔ دائمی سیمرغ گردید.
در نشان پیشین، تندرستی که تنها بخشی از سلامتی است، نهفته‌است. حال آنکه ابن‌سینا، سلامتی را حالتی می‌داند که بدن از حیث مزاج و ترکیب، در چنان کیفیتی قرار داشته باشد که کنش‌های آن، جملگی صحیح باشند و هدف از رعایت بهداشت، آن باشد که در حفظ اعتدال در دوره‌های مختلف زندگی، بیشترین کوشش به عمل آید.

## نشان گرافیکی سیمرغ
نشان سیمرغ درمانگر که تمبر آن طی مراسمی در بهمن‌ماه ۱۳۹۲ رونمایی شد، توسط تورج صابری‌وند گرافیست و مدیر هنری دپارتمان متابرند (زیرمجموعهٔ گروه بین‌المللی توسعه پایدار) طراحی شده‌است.

## نشان جام و مار
در نشان جام و مار یونانی که تا به امروز در ایران و جهان به عنوان نماد جامعهٔ پزشکی شناخته شده‌است، مار تصویری از تندرستی را به ذهن متبادر می‌سازد و جام (ظرف) دارو، تنها نگاهی ابزاری به مقولهٔ درمان دارد.

## تعریف سلامتی
سازمان بهداشت جهانی (WHO)، سلامت را تأمین رفاه کامل جسمی، روانی و اجتماعی می‌داند و آن را به نبود بیماری و نقص عضو محدود نمی‌کند.
سلامتی نه‌تنها مقوله‌ای مرتبط با جسم، که دربرگیرندهٔ ابعاد روانی (مانترایی)، اجتماعی و معنوی نیز می‌باشد و این فروزه‌ها، همه در جلوت سیمرغ در شاهنامهٔ فردوسی (و منابع دیگر) آمیخته‌است.